# 薩爾弗斯普林斯鎮區 (阿肯色州耶爾縣)
薩爾弗斯普林斯鎮區（英語：Sulphur Springs Township）是位於美國阿肯色州耶爾縣的一個行政鎮區。

## 地方資料
薩爾弗斯普林斯鎮區的面積為67.94平方千米，當中陸地面積為67.91平方千米，而水域面積為0.03平方千米。根據2010年美國人口普查的數據，當地共有人口352人，而人口密度為每平方千米5.18人。